# Heinkel He 280

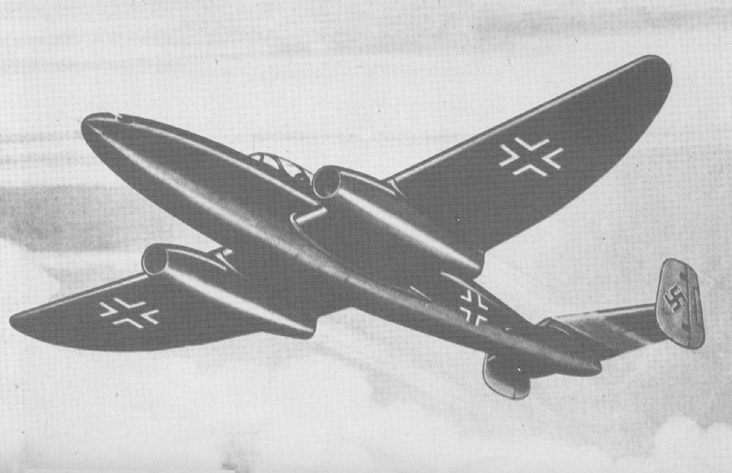
Heinkel He 280

Гайнкель He 280 — німецький прототип винищувача, що здійснив перший політ з турбореактивним двигуном 30 березня 1941 р. Перший у світі двомоторний реактивний літак, реактивний винищувач і літак з кріслом-катапультою.

## Історія
Компанія Heinkel Flugzeugwerke 1939 почала розробляти двомоторний винищувач з інноваційними турбореактивними двигунами. У березні 1940 міністерство авіації схвалило проект і замовило 9 прототипів. Прототип He 280 V 1 презентували у вересні 1940, здійснивши 22 вересня перший пробний політ на буксирі як планера через відсутність готових моторів Heinkel HeS 8, який так і не довели до серійного виробництва. У компанії Heinkel після успішних випробувань прототипів V1, V2, V3 планували виготовити до 300 He 280, але усі заводи були завантажені виробництвом He 111, а наявні виробничі потужності не мали відповідної технологічної бази і кваліфікованих робітників. Це зумовило відставання від програми винищувача-конкурента Messerschmitt Me 262. Під час тестових польотів через обледеніння хвостового оперіння і втрати керування пілот Шенк 13 січня 1943 першим у світі використав крісло-катапульту для рятування свого життя.
При високих швидкостях близько 800 км/год розпочиналась вібрація хвостової частини літака зумовлена невідповідною формою хвостового оперіння, яке необхідно було переробляти у традиційному вигляді. Схожа ситуація проявлялась у Me 262, але на значно більшій швидкості. Через відсутність двигуна HeS 8, який був надто ненадійним у бойових умовах,  єдиним можливим двигуном був Junkers Jumo 004. Вони підійшли для гондол під крилами Me 262, але були завеликими для He 280, вимагаючи докорінної переробки крил, шасі літака.

Схема Heinkel He 280

На прототип 280 V4 встановили BMW 003 (15 січня 1943), який ще не був готовий для виробництва. Пульсуючий повітряно-реактивний двигун Argus As 109-014 викликав значні вібрації. He 280 V5 випробовували з двигуном HeS-8-A, V6 і V9 BMW-003, V7 з Jumo 004, V8 Jumo-004. He 280 V7 розвинув 750 км/год., а He 280 V5 820 км/год.
Для збільшення дальності польоту необхідно було переробити фюзеляж під більші баки пального. Також конструктори Heinkel бажали встановити стандартне традиційне оперіння, змінити форму крил. Імперське міністерство авіації не підтримало ідею нової ґрунтовної переробки Heinkel He 280 і не бажало сприяти розвитку літака, як конкурента прийнятого до виробництва Me 262.

## Технічні параметри Heinkel He 280
| Параметр              | Значення                              |
| --------------------- | ------------------------------------- |
| Виробник              | Heinkel Flugzeugwerke                 |
| Довжина               | 10,40 м                               |
| Розмах крил           | 12,20 м                               |
| Мотор                 | 2×Heinkel HeS 8A по 750 к.с.          |
| Максимальна швидкість | 820 км/год на висоті 6000 м           |
| Дальність польоту     | 650 км                                |
| Стартова маса         | до 4310 кг                            |
| Екіпаж                | 1                                     |
| Озброєння             | 3×15-мм швидкострільних гармат MG 151 |